# Scutellista gigantea
Scutellista gigantea är en stekelart som beskrevs av Berlese 1917. Scutellista gigantea ingår i släktet Scutellista och familjen puppglanssteklar. Inga underarter finns listade i Catalogue of Life.